# Chishimba-Fälle
Die Chishimba-Fälle des Flusses Luombe liegen in Sambia in der Nordprovinz etwa 30 km westlich der Stadt Kasama auf 1318 m Höhe. Der Luombe ist etwa 160 km lang und fällt 140 km hinter seiner Quelle über eine Reihe von Kalksteinfelsen. Auf einer Strecke von gut 2 km stürzt sein Wasser 70 m tief. 

## Beschreibung
Die Chishimba-Fälle sind nicht leicht zu erreichen und werden selten besucht. Die Gegend gilt unter den Babemba als heiliger Ort und im Umkreis von 10 km steht kein einziges Dorf. Der erste Katarakt heißt Chipondo und teilt sich in zwei Schnellen um eine kleine Insel. Dann folgen die eigentlichen Fälle, von denen der erste mit 20 m der Mutumuna ist, danach folgen 500 m ruhiger Fluss, hinter denen Kapala, ein Wasserfall von 10 m Höhe liegt. Dann folgen 500 m mit vielen Schnellen, hinter denen der dritte Wasserfall der Chichimba mit 30 m folgt und in eine enge, felsige Schlucht stürzt. Der Sprühnebel der Fälle sorgt für einen dichten Regenwald an den Ufern. 

## Energiegewinnung
An den Fällen liegt ein Laufwasserkraftwerk, das die Höhe aller Fälle nutzt.